# 第138独立親衛自動車化狙撃旅団 (ロシア陸軍)
第138独立親衛自動車化狙撃旅団（だい138どくりつしんえいじどうしゃかそげきりょだん、ロシア語: 138-я отдельная гвардейская мотострелковая бригада、略称138 гв.омсбр）は、ロシア陸軍の旅団。第6諸兵科連合軍隷下。赤軍の第70狙撃師団、ソ連軍の第45親衛自動車化狙撃師団を前身とし、同師団の名誉称号「クラースノエ・セロー」、レーニン勲章、赤旗勲章を継承する。

## 歴史

### 戦前
- 1934年5月1日：クイビシェフにおいて、第70狙撃師団編成。沿ヴォルガ軍管区に配属
- 1936年9月：レニングラード市郊外に移動
- 1939年9月30日～1940年3月13日：ソ・フィン戦争に参加。師団は、フィン湾沿いに進撃し、テリーオキ（ゼレノゴルスク）、ロシチノ、プリモルスク、ウラス（ヴィソツク）で戦った。
- 1940年3月21日：師団にレーニン勲章授与

### 独ソ戦
- 1941年7月14日～18日：ソリツィ地区でドイツ軍の右側面に対して逆襲実施。その後、ヴィリツァ、プーシキン、シュシャルィ、コルピノ地区で防衛戦に参加
- 1942年10月16日：レニングラード防衛の功績に対して、第45親衛狙撃師団に改編された。
- 1944年冬：レニングラード封鎖解除に参加
- 1944年1月21日：クラースノエ・セロー奪取の功績に対して、師団に名誉称号「クラースノエ・セロー」、配下の連隊に「レニングラード」が授与される。
- 1944年3月22日：レニングラードの封鎖解除に対して、師団に赤旗勲章が授与された。
- 1944年6月：カレリア地峡防衛戦突破に参加し、ヴイボルグ北東、後にバルト沿岸で戦い、タリン攻勢作戦に参加し、クールラント軍集団の撃破に参加した。

### 戦後
戦後、レニングラード軍管区の第23軍団に配属される。
- 1956年：自動車化狙撃師団に改編
- 1962年：キューバ危機時、配下の自動車化狙撃部隊と高射ミサイル部隊がキューバに派遣された。
- 1972年12月13日：ソ連建国50周年を記念して、師団に記念名誉記章が授与される。
- 1978年：管区軍事会議の持ち回り赤旗が授与される。
- 1980年：師団部隊から独立自動車化狙撃旅団が編成され、アフガニスタンに投入される。

ソ連時代を通して、師団から20人のソ連邦英雄が輩出した。

### ロシア連邦軍
- 1992年8月：師団が平和維持部隊に指定される。
- 1992年8月27日～10月10日：1個自動車狙撃大隊を沿ドニエストルに派遣
- 1993年5月18日～1998年6月5日：1個自動車化狙撃大隊を南オセチアに派遣
- 1994年6月17日～1995年6月4日：1個工兵中隊をアブハジアに派遣
- 1994年12月～1995年6月：第1次チェチェン戦争に参加
- 1996年6月：多国籍平和維持演習「平和の盾-96」に参加
- 1997年：第138独立親衛自動車化狙撃旅団に改編
- 1999年8月～2000年5月：第2次チェチェン戦争に参加

ロシア連邦時代、師団からは7人のロシア連邦英雄が輩出している。

## 編制
- 第667独立親衛自動車化狙撃大隊（軍部隊67616）
- 第697独立親衛自動車化狙撃大隊（軍部隊67636）：BTR-80装備
- 第708独立親衛自動車化狙撃大隊（軍部隊67661）：BTR-80装備
- 第133独立親衛戦車大隊（軍部隊52800）
- 第486独立親衛自走榴弾砲大隊（軍部隊67752）
- 第721独立自走榴弾砲大隊（軍部隊84647）
- 第383独立ロケット砲大隊（軍部隊 82265）
- 第1525独立対戦車砲大隊（軍部隊96459）
- 第247独立親衛高射ミサイル大隊（軍部隊07727）
- 第253独立高射ミサイル大隊（軍部隊84639）
- 第49独立親衛工兵大隊（軍部隊18427）
- 第511独立電波電子戦中隊（軍部隊63704）
- 第197特使・郵便勤務局（軍部隊48768）

その外、通信、物資保障、修理・復旧大隊、偵察、放射線・化学・生物学防護、衛生中隊、BUiAR、警備、VUNR、VUNPVO小隊、軍楽隊、演習場、ラジオ・テレビ・センターが存在する。

## 装備
- T-80 x40
- T-80K x1
- MT-LB x237
- BM-21「グラード」 x18
- 152mm自走榴弾砲2S3「アカーツィヤ」 x36
- 120mm迫撃砲2V16「ノーナ-K」 x18
- 100mm砲MT-12「ラピラ」 x12
- 自走対戦車誘導弾複合体9P149「シュトゥルム-S」 x12
- BTR-70/80 x5
- BRDM-2 x4
- 戦闘車9A33VM2（3）「オサ」 x12
- 戦闘車9A34（35）「ストレラ-10」 x6
- 自走高射機関砲2S6M「ツングースカ」 x6

## 歴代旅団長・師団長
| 職名       | 就任年                 | 氏名                             | 階級   |
| ---------- | ---------------------- | -------------------------------- | ------ |
| 師団長     | 1934年4月 - 1937年10月 | S.フロロフ                       | 師団長 |
| 師団長     | 1937年10月 - 1939年5月 | K.シュムィリョーフ               | 師団長 |
| 師団長     | 1939年5月 - 10月       | S.プロホロフ                     | 大佐   |
| 師団長     | 1939年10月 - 1940年1月 | ミハイル・キルポノス             | 師団長 |
| 師団長     | 1940年1月 - 1941年7月  | アンドレイ・フェヂュニン         | 少将   |
| 師団長     | 1941年7月 - 12月       | ヴャチェスラフ・ヤクートヴィッチ | 少佐   |
| 師団長     | 1942年1月 - 4月        | エフゲニー・ツカノフ             | 大佐   |
| 師団長     | 1942年4月 - 1943年2月  | アナトーリー・クラスノフ         | 大佐   |
| 師団長     | 1943年2月 - 1944年12月 | サヴェリー・プチロフ             | 大佐   |
| 師団長     | 1944年12月 - 1947年9月 | イワン・トルソフ                 | 少将   |
| 師団長     | 1947年9月 - 1950年6月  | A.ミシチェンコ                   | 少将   |
| 師団長     | 1950年6月 - 1952年10月 | V.ソコロフ                       | 少将   |
| 師団長     | 1952年10月 - 1958年7月 | I.モシュリャク                   | 少将   |
| 師団長     | 1958年7月 - 1964年2月  | F.バチャリン                     | 少将   |
| 師団長     | 1964年2月 - 1969年6月  | V.グリゴリエフ                   | 少将   |
| 師団長     | 1969年6月 - 1970年7月  | L.コジェヴニコフ                 | 大佐   |
| 師団長     | 1970年7月 - 1973年8月  | N.ポポフ                         | 少将   |
| 師団長     | 1973年8月 - 1975年11月 | N.パトリケーエフ                 | 少将   |
| 師団長     | 1975年11月 - 1977年7月 | V.コプィチン                     | 少将   |
| 師団長     | 1977年7月 - 1980年7月  | N.マドゥドフ                     | 少将   |
| 師団長     | 1980年7月 - 1981年5月  | S.クズネツォフ                   | 大佐   |
| 師団長     | 1981年5月 - 1986年3月  | A.ボグダノフ                     | 少将   |
| 師団長     | 1986年3月 - 1989年7月  | A.オブホフ                       | 少将   |
| 師団長     | 1989年7月 - 1992年6月  | V.ハラルギン                     | 少将   |
| 師団長     | 1992年6月 - 1995年1月  | N.トカチェフ                     | 少将   |
| 師団長     | 1995年1月 - 1997年12月 | A.パパヒン                       | 少将   |
| 旅団長     | 1997年11月 - 1999年7月 | ミハイル・マロフェーエフ         | 少将   |
| 旅団長     | 1999年8月 - 2000年7月  | イーゴリ・トゥルチェニュク       | 少将   |
| 旅団長代行 | 2000年7月 - 9月        | バギル・ファトゥラエフ           | 大佐   |
| 旅団長     | 2000年9月 - 2002年2月  | アナトーリー・エルキン           | 少将   |
| 旅団長代行 | 2002年3月 - 7月        | アンドレイ・セルヂュコフ         | 少将   |
| 旅団長     | 2002年7月 - 2004年6月  | アンドレイ・セルヂュコフ         | 少将   |
| 旅団長     | 2004年6月 - 2005年6月  | ウラジーミル・ツィリコ           | 少将   |
| 旅団長     | 2005年6月 - 2008年4月  | アレクサンドル・ロマネンコ       | 大佐   |
| 旅団長代行 | 2008年4月 - 6月        | ウラジーミル・フロロフ           | 大佐   |
| 旅団長     | 2008年6月 -            | アリベク・アスランベコフ         | 大佐   |